# Royal Herakles Hockey Club

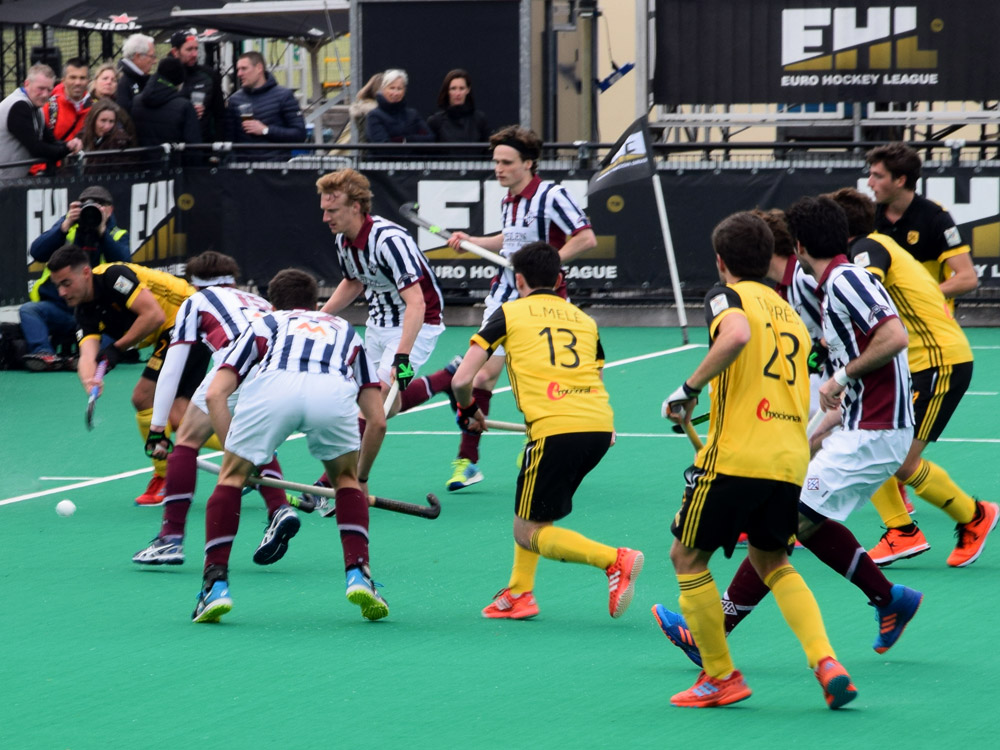
Herakles vs Atlètic Terrassa tijdens de Euro Hockey League van het seizoen 2017-'18.

Royal Herakles Hockey Club is een Belgische hockeyclub uit Lier. 

## Geschiedenis
De club - aangesloten onder het stamnummer 706 bij de Koninklijke Belgische Hockey Bond (KBHB) - werd in 1933 opgericht door voormalige leerlingen van het Onze-Lieve-Vrouwecollege te Antwerpen. Wedstrijden werden in deze aanvangsperiode gespeeld te Zurenborg en het Wilrijksplein. In 1934 vond de club een nieuwe locatie in de Mayerlei te Mortsel, alwaar ze gebruikmaakten van de infrastructuur van de Handelsbank.
In de jaren 60 verhuisde de club naar de huidige locatie in Lier, alwaar in 1966 tevens het clubhuis werd gevestigd. In de jaren 70 werd het initiatief genomen voor de oprichting van een bridge- en tennissectie. Deze waren aanvankelijk gehuisvest in het Wilrijkse Elsdonk, later werden deze ondergebracht nabij het Pulhof te Berchem.
In 1991 nam Herakles voor de eerste maal in haar bestaansgeschiedenis deel aan een Europese competitie, de club trad daarbij aan in de EuroHockey Cup Winners Cup. Vervolgens was het tot 1999 wachten voor een nieuw Europees avontuur, ditmaal in de Europacup I. De club kon evenwel niet uitblinken en  eindigde laatste in haar poule. Negentien jaar later slaagt de club er wel in om Europees te stunten. In de Euro Hockey League bereikten ze dat jaar de Final Four, nadat ze onder meer Atlètic Terrassa en Real Club de Polo de Barcelona wisten uit te schakelen. In de halve finale moesten ze evenwel de duimen leggen tegen de Nederlandse club HC Kampong en ook in de troostfinale bleek een Nederlands team - ditmaal HC Rotterdam - te sterk.
In 2021 werd bekend dat de club in de toekomst mogelijks zou uitwijken naar Boechout. Deze optie kwam op tafel te liggen nadat de club een negatief antwoord kreeg van het Antwerpse provinciebestuur met betrekking tot een uitbreiding op de huidige locatie.
Het herenteam won driemaal de Beker van België (1959, 2009 en 2010) en werd eenmaal landskampioen (1998).

## Structuur
Huidige voorzitters zijn Michel Schuermans en Eric Maertens. Huidig secretaris is Stéphane Seutin.
De maatschappelijke zetel is gelegen nabij het Pulhof in Berchem, meer bepaald in de Bourcetstraat 2. Hier zijn tevens de bridge- en tennissectie van de club gehuisvest. De hockeyvelden zijn gelegen in de Hockeyweg 1 te Lier en domein Blauwe Regen aan de koeisteerthofdreef 125 te Mortsel. De indoorhockeyzaal is eveneens gelegen in de Hockeyweg te Lier.

## Seizoenen
- Royal Herakles HC in het seizoen 2017/18
- Royal Herakles HC in het seizoen 2019/20

## Palmares

### Heren
- 1x Landskampioen: 1998
- 3x Winnaar Beker van België: 1959, 2009 en 2010

Eindstanden in de competitie (sinds 2003)
| 9 |

| 7 |

| 11 |

| 1 |

| 9 |

| 6 |

| 10 |

| 2 |

| 9 |

| 9 |

| 7 |

| 9 |

| 10 |

| 9 |

| 2 |

| 7 |

| 3 |

| 7* |

* Seizoen 2019-'20: 7de plaats na het vervroegd stoppen van de competitie wegens de COVID-19 pandemie. De eindstand werd bepaald na 11 speeldagen

## Bekende (ex-)spelers
- Nicolás Cicileo
- Robert Creffier
- Nicolas De Kerpel
- Michel Deville
- Sebastien Dockier
- Aline Fobe
- Nick Haig
- David Hens
- Patrick Hens
- Amaury Keusters
- Patrick Keusters
- Pauline Leclef
- Loïck Luypaert
- Manu Mondo
- George Muir
- Ignacio Nepote
- Xavier Reckinger
- Perrine Sellier
- Manon Simons
- Elena Sotgiu
- Joan Tarrés
- Dylan Thomas
- Arno Van Dessel
- Corey Weyer
- Anne-Sophie Weyns